# Кодекс адміністративного судочинства України
Кодекс адміністрати́вного судочи́нства України (скор. КАС України, КАСУ) — кодифікований акт у сфері публічно-правових відносин, який визначає юрисдикцію, повноваження адміністративних судів щодо розгляду адміністративних справ, порядок звернення до адміністративних судів та порядок здійснення адміністративного судочинства. Ухвалений Верховною Радою України 6 липня 2005 року.
15 грудня 2017 року кодекс був викладений у новій редакції.

## Структура
КАС України складається з 7 розділів та 391 статті. Розділи:
1. Загальні положення.
2. Позовне провадження.
3. Перегляд судових рішень.
4. Процесуальні питання, пов'язані з виконанням судових рішень в адміністративних справах.
5. Відновлення втраченого судового провадження.
6. Прикінцеві положення.
7. Перехідні положення.

## Завдання КАС України
Відповідно до статті 2 КАС України завданням адміністративного судочинства є захист прав, свобод та інтересів фізичних осіб, прав та інтересів юридичних осіб у сфері публічно-правових відносин від порушень з боку органів державної влади, органів місцевого самоврядування, їхніх посадових і службових осіб, інших суб'єктів при здійсненні ними владних управлінських функцій на основі законодавства, в тому числі на виконання делегованих повноважень шляхом справедливого, неупередженого та своєчасного розгляду адміністративних справ.

## Науково-практичні коментарі
- Ясинок М.М. Кодекс адміністративного судочинства України. Науково-практичний коментар. — Алерта, 2018. — 522 с. — ISBN 978-617-566-501-5.